# Turgesh
I Türgesh, Turgesh, Turghesh, Turgish o Türgish (turco antico: Türügeš, 突騎施/突骑施, Pinyin: tūqíshī, Wade-Giles: t'u-ch'i-shih) furono una confederazione tribale turcica che sorse dalle rovine del Khaganato turco occidentale. I Turgesh costituivano una branca del Grande Tardush (Tulu, Dulo) suddivisione delle On Okh (Onoq, Dieci Frecce) o Turchi occidentali, impegnati a costruire un importante (anche se di breve durata) Kaganato (699-766), attestato dalle monete coniate dai Türgesh.
Attualmente l'etnonimo Türgesh sopravvive nel nome della moderna tribù seok (Tirgesh ) che vive nella regione degli territorio dell'Altaj.

## Origini
I Turgesh erano un gruppo di tribù Duolu che credeva di discendere dalla tribù Turuhe, che sembra fosse vissuta lungo le sponde del fiume Tuul.
Tra loro vi erano i Chebishi (车鼻施), che erano collegati alla tribù dei Qibi. I Qibi furono dispersi poco dopo la disfatta del loro capo Gelang. A oriente essi furono assoggettati al governo di un tudun (吐屯) di nome Ashina Hubo (阿史那斛勃), che divenne noto come lo Chebi Qaghan.
Secondo l'epigrafia dei Qibi Song (契苾嵩), l'origine dei Qibi può essere rintracciata nelle Montagne Khangai prima che essi s'insediassero nelle Montagne Bogda nel VI secolo. Essi possono altresì essere collegati agli Jiepi (解批) di Gaoche, che erano insediati a est del Fufuluo.
Nel 610, Shekui assoggettò Tashkent, vassalla di Chuluo, e v'installò il suo tigin (特勤). Strinse rapporti stretti anche con Samarcanda e assoggettò le città ad esse circostanti. Nel secondo anno sconfisse Chuluo e stabilì la propria capitale a Khan Tengri (三弥山). Dopo la sua morte, il giovane fratello Tong Yabgu Qaghan assunse il potere. Durante il suo regno, il Kaghanato occidentale raggiunse il suo zenith, raggiungendo i confini con l'Impero sasanide a ovest e Bagram a sud. La capitale fu di nuovo spostata a ovest delle sorgenti (千泉) a nord di Tashkent per mettere in maggior sicurezza l'area.

## Califfato omayyade
Il fine di Su Lu (nelle fonti arabe Suluk) - Kaghan dei Kara Turgesh - era quello di riprendere ai musulmani arabi invasori la Transoxiana. La sua azione bellica avvenne mentre, molto più a ovest, verso le zone caspiche, i Cazari conducevano la loro penetrazione ostile all'interno del califfato omayyade.
Nel 721 le forze dei Turgesh, guidate da Kül-chor, sconfissero l'esercito califfale comandato da Saʿīd ibn ʿAbd al-ʿAziz, presso Samarcanda. Il successore di Saʿīd, al-Kharashī, massacrò le genti turche e i rifugiati sogdiani a Khujand, causando un afflusso di nuovi rifugiati nelle regioni dei Turgesh. Nel 724 il califfo Hisham ibn 'Abd al-Malik inviò un nuovo Wali nel Khorasan, Muslim ibn Saʿīd, con l'ordine di frantumare le forze "turche" una volta per tutte ma, contrastate da Su lu, le forze musulmane a fatica raggiunsero Samarcanda con un pugno appena di sopravvissuti, mentre i Turgesh effettuavano senza difficoltà le loro incursioni.
Una serie di contingenti arabi inviati come rinforzo da Hishām furono clamorosamente sconfitti da Suluk, che nel 728 prese Bukhara e in seguito inflisse disfatte pesanti agli arabi, come nella battaglia della strettoia (Yawm al-shiʿb ) del 730, screditando l'efficienza fino ad allora mostrata dai Siriani" dell'esercito califfale omayyade e contribuendo indirettamente, almeno in parte, al rafforzamento dell'opposizione abbaside. Lo Stato Turgesh giunse allora all'apice della sua gloria, controllando la Sogdiana e la Valle del Ferghana. Fu solo nel 732, che due possenti spedizioni arabe mossero su Samarcanda, riuscendo a stabilire (ma a caro prezzo) l'autorità califfale nell'area. Suluk rinunciò allora forzatamente alle proprie ambizioni su Samarcanda e abbandonò Bukhara, ritirandosi verso nord.
Nel 734 un anticipatore della "rivoluzione abbaside" (ma in realtà un murgita "politico", come lo definì Nyberg), al-Ḥārith b. Surayj, si rivoltò contro il potere omayyade in quelle stesse regioni e prese Balkh e Merv prima di essere sgominato dai Turgesh tre anni dopo. Nel 738 Su lu - che s'era alleato intento con al-Ḥārith (suscitando enorme scandalo nel mondo islamico, visto che per la prima volta un musulmano si alleava con un politeista (kāfir) contro altri musulmani), con Gurak (un leader turco-sogdiano) e con uomini della pianura transoxiana dell'Ushrusana, di Tashkent e del Khuttal - lanciò un'offensiva finale. Penetrò nel Guzgan ma fu sbaragliato dal Wali omayyade Asad ibn 'Abd Allah al-Qasri nella battaglia di Sa'n o "di Kharīstān".

## Declino e lotte intestine
La disfatta significò la morte per Su lu. Appena tornato in Balasaghun egli fu assassinato infatti per mano di Baga Tarkan Kül Chor, capo dei Sary (Gialli) Turgesh. Ciò comportò la precoce scomparsa dell'Impero Turgesh, che aveva fino ad allora contrastato la potenza del Califfato. Quando Su lu fu ucciso, tra i Kara e i Sary Turgesh (Turgesh Neri e Gialli) esplose la guerra civile. Kül Chor dei Sary Türgish debellò il suo rivale Tumoshe dei Kara Turgesh e ascese al vertice del ato.
Nel 739 fece assassinare il clan degli Ashina Göktürk, il Khagan fantoccio "legittimo" al servizio dei Tang. I Cinesi reagirono sostenendo la rivolta dei Kara Turgesh, che nel 742 identificò in Iltutmish Kutlug Bilge un nuovo Kaghan, cui più tardi succedette Tengrideh Bolmysh nel 753. Questi si dichiarò vassallo di Moyun Chor, il Kaghan del recentemente costituito Kaghanato uiguro dell'Orkhon.
La guerra civile Turgesh giunse a un'inaspettata e repentina fine nel 766, quando secondo le registrazioni annalistiche i Karluk distrussero il Kaghanato Turgesh, facendo scomparire per sempre il suo nome dagli annali di storia.